# Melitaea algirica
Melitaea algirica är en fjärilsart som beskrevs av Rühl 1892. Melitaea algirica ingår i släktet Melitaea och familjen praktfjärilar. Inga underarter finns listade i Catalogue of Life.